# Filip Ude
Filip Ude (Čakovec, 3. lipnja 1986.) je hrvatski gimnastičarski reprezentativac i član Gimnastičkog kluba “Marijan Zadravec - Macan”. 
Osvajač je olimpijskog srebra s Igara u Pekingu na konju s hvataljkama.
Dobitnik je godišnje Državne nagrade za šport "Franjo Bučar" za 2008. godinu. 
Prvi je hrvatski gimnastičar koji je ušao u pojedinačni finale i osvojio pojedinačnu medalju na Olimpijskim igrama (2008.), te je na Svjetskom prvenstvu zajedno s Marijom Možnikom osvojio prve pojedinačne medalje na SP-u u gimnastici za Hrvatsku (2014.). 

## Športska karijera
Filip je počeo trenirati sportsku gimnastiku sa šest godina, i to sasvim slučajno. Njegov tadašnji trener Marijo Vukoja je išao po školama i tražio djecu za gimnastiku. Filip se prijavio i tu je počeo njegov gimnastički put. Kako u njegovom rodnom Međimurju nije bilo dvorane za trening, trenirao je u Bratislavi, ponekad u komadu od 120 dana. S 13 godina počeo ga je trenirati Igor Kriažimski, koji ga trenira i danas. Nakon što je u Nedelišću izgrađena gimnastička dvorana, počeo je trenirati u njoj. Rezultati njegova višegodišnjeg treninga pokazali su se na najbolji način na Olimpijskim igrama u Pekingu.
9. kolovoza 2008. osvojio je treće mjesto u kvalifikacijama konja s hvataljkama s ocjenom 15.475. Ispred njega su jedino bili domaći natjecatelj Xiao Quin i Jose Luis Fuentes Bustamante iz Venezuele. Finale je bio na programu tjedan dana kasnije, 17. kolovoza.
Filip je za nastup u finalu dobio broj 8, što je značilo da će nastupati posljednji. Do njegove vježbe u vodstvu je bio Kinez Quin. Jedino je Filip dobio od gledališta pljesak prije nego mu je izvedba završila, i to, ponajprije, zbog izvođenja elementa ruska kola s vijkom od 1080 stupnjeva između hvataljki. Taj vrlo zahtjevan element jedino je Filip izveo u finalu, pa su mu suci dodijelili ocjenu 15.725, istu kao što je dobio Britanac Louis Smith, ali je Filipu zbog bolje ocjene iz kvalifikacija pripalo srebrno odličje. To je bila prva hrvatska olimpijska gimnastička medalja, te druga medalja na Igrama.
U svibnju 2008. na Svjetskom kupu u Tianjinu je dobio 15.825 bodova, što je bio državni rekord na konju s hvataljkama i najveća ocjena koju je jedan hrvatski gimnastičar dobio na bilo kojoj spravi.
2. srpnja 2009. Filip je osvojio srebrnu medalju na Mediteranskim Igrama u Pescari na vježbi na tlu, tj. na parteru. Dobio je ocjenu 15.200, a 1. mjesto i zlatnu medalju osvojio je Grk Eleftherios Kosmidis za što mu je trebala ocjena 15.650.
U prosincu 2014. na Mihail Voronin cupu u Moskvi Ude je izveo vježbu sa startnom ocjenom 6,7 i dobio 15.900 bodova, čime je popravio državni rekord na konju s hvataljkama i rekord najveće ocjene koju je jedan hrvatski gimnastičar dobio.
16. travnja 2016. izborio je svoj treći nastup na Olimpijskim igrama nakon što je u izlučnom natjecanju u olimpijskoj dvorani u Rio de Janeiru za nastup u višeboju zaradio ocjenu 85.599.
Glavni trener: Igor Kriažimskii
Pomoćni treneri: Mario Vukoja, Tanja Goverdovskaja

## Športski uspjesi
- srebrno odličje na konju s hvataljkama na OI 2008. u Pekingu
- srebrno odličje na konju s hvataljkama na Svjetskom kupu u Tianjinu 2008.
- srebrno odličje na konju s hvataljkama na EP 2007.
- srebrno odličje na parteru na Mediteranskim Igrama 2009. u Pescari

## Sudjelovanja na velikim natjecanjima
- europska prvenstva

- svjetska prvenstva

Sudionik svjetskog prvenstva koje se je održalo od 16. do 24. kolovoza 2003. godine u Anaheimu, SAD.
Sudionik svjetskog prvenstva koje se je održalo od 13. do 21. listopada 2006. godine u Aarhusu.
Sudionik svjetskog prvenstva koje se je održalo od 1. do 9. rujna 2007. godine u Stuttgartu.

Sudionik svjetskog prvenstva koje se je održalo od 30. rujna do 6. listopada 2013. godine u Antwerpenu.
Sudionik svjetskog prvenstva koje se je održalo od 21. listopada do 18. studenoga 2015. godine u Glasgowu.
- Olimpijske igre

## Vanjske poveznice
- Životopis na službenim stranicama OI 2008.